# Endre Süli

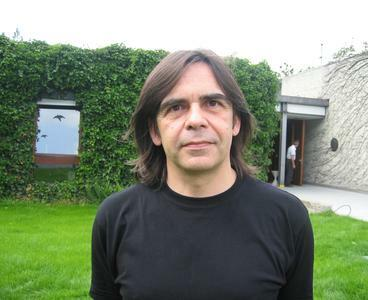
Endre Süli, Oberwolfach 2007

Endre Süli (* 21. Juni 1956 in Jugoslawien) ist ein serbisch-britischer Mathematiker.
Süli studierte an der Universität Belgrad (Diplom 1980) und wurde 1985 promoviert. Er war 1983/84 Austauschstudent in Oxford und an der Reading University und erhielt 1985 seinen M. A. an der Universität Oxford. Er wurde 1985 Lecturer und 1996 Reader in Oxford und ist seit 1999 Professor für Numerische Analysis an der Universität Oxford und seit 2005 Fellow und Tutor des Worcester College. Ab 1985 war er auch Fellow des Linacre College, an dem er seit 2005 Supernumerary Fellow ist.
Er befasst sich mit Numerik und Algorithmen für nichtlineare partielle Differentialgleichungen.
Er ist Mitglied der Serbischen Akademie der Wissenschaften (2009), der European Academy of Sciences, der Academia Europaea (2020) und der Royal Society (2021). 2016 wurde er Fellow der Society for Industrial and Applied Mathematics (SIAM).
Süli war 2006 Invited Speaker auf dem Internationalen Mathematikerkongress in Madrid (Finite element algorithms for transport-diffusion problems: stability, adaptivity, tractability). 2013 bis 2015 war er Präsident der SIAM-Sektion Großbritannien und Irland. 2015 war er Forder Lecturer, für 2021 wurde ihm der Naylor-Preis der London Mathematical Society zugesprochen.
2005 wurde er Mitherausgeber des IMA Journal of Numerical Analysis.
Er hat die britische und die serbische Staatsbürgerschaft.